# Adansonia suarezensis
Adansonia suarezensis là một loài thực vật có hoa trong họ Cẩm quỳ. Loài này được H.Perrier mô tả khoa học đầu tiên năm 1953.